# Daniel Šmejkal
Daniel Šmejkal (ur. 28 sierpnia 1970 w Pilźnie) – piłkarz czeski grający na pozycji środkowego pomocnika. Karierę zakończył w 2009. W reprezentacji Czech rozegrał 10 meczów i strzelił 3 gole.

## Kariera klubowa
Karierę piłkarską Šmejkal rozpoczynał w klubie ZČE Pilsen. Następnie w 1983 roku został zawodnikiem Škody Pilzno. W 1988 roku zadebiutował w jego barwach w pierwszej lidze czechosłowackiej. W 1989 roku przeszedł do Dukli Praga i w 1990 roku zdobył z nią Puchar Czechosłowacji. W 1991 roku wrócił do Škody, w której grał w drugiej lidze do 1994 roku. Latem 1996 roku przeszedł z klubu z Pilzna do Slavii. W 1997 roku zdobył z nią Puchar Czech.
Latem 1997 roku Šmejkal przeszedł do niemieckiego drugoligowca, 1. FC Nürnberg. Z Nürnberg wywalczył w 1998 roku awans do pierwszej ligi, jednak odszedł do KFC Uerdingen 05 i przez kolejny rok grał w 2. Bundeslidze. Z Uerdingen spadł w 1999 roku do Regionalligi.
W 1999 roku Šmejkal wrócił do Czech i został piłkarzem Marila Příbram. W 2002 roku odszedł z Marili do drugoligowego klubu FC Střížkov. W latach 2006–2009 grał w niższych ligach Czech w zespołach Viktorie Jirny i Chmel Blšany. W 2009 roku zakończył karierę.
| Sezon   | Klub             | Kraj           | Rozgrywki      | Mecze | Bramki |
| ------- | ---------------- | -------------- | -------------- | ----- | ------ |
| 1988/89 | Škoda Pilzno     | Czechosłowacja | I liga         | 18    | 0      |
| 1989/90 | Dukla Praga      | Czechosłowacja | I liga         | 11    | 0      |
| 1990/91 | Dukla Praga      | Czechosłowacja | I liga         | 1     | 0      |
| 1990/91 | Škoda Pilzno     | Czechosłowacja | II liga        | ?     | ?      |
| 1991/92 | Škoda Pilzno     | Czechosłowacja | II liga        | ?     | ?      |
| 1992/93 | Škoda Pilzno     | Czechosłowacja | II liga        | ?     | ?      |
| 1993/94 | Viktoria Pilzno  | Czechy         | Gambrinus Liga | 29    | 3      |
| 1994/95 | Slavia Praga     | Czechy         | Gambrinus Liga | 25    | 3      |
| 1995/96 | Slavia Praga     | Czechy         | Gambrinus Liga | 24    | 3      |
| 1996/97 | Slavia Praga     | Czechy         | Gambrinus Liga | 17    | 2      |
| 1997/98 | 1. FC Nürnberg   | Niemcy         | 2. Bundesliga  | 23    | 0      |
| 1998/99 | KFC Uerdingen 05 | Niemcy         | 2. Bundesliga  | 14    | 1      |
| 1999/00 | Dukla Příbram    | Czechy         | Gambrinus Liga | 20    | 0      |
| 2000/01 | Marila Příbram   | Czechy         | Gambrinus Liga | 26    | 0      |
| 2001/02 | Marila Příbram   | Czechy         | Gambrinus Liga | 24    | 0      |
| 2002/03 | FC Střížkov      | Czechy         | Gambrinus Liga | ?     | ?      |
| 2003/04 | FC Střížkov      | Czechy         | II liga        | ?     | ?      |
| 2004/05 | FC Střížkov      | Czechy         | II liga        | ?     | ?      |
| 2006/07 | Viktorie Jirny   | Czechy         | IV liga        | ?     | ?      |
| 2008/09 | Chmel Blšany     | Czechy         | V liga         | ?     | ?      |

## Kariera reprezentacyjna
W reprezentacji Czech Šmejkal zadebiutował 23 lutego 1994 roku w wygranym 4:1 towarzyskim spotkaniu z Turcją. W kadrze Czech od 1994 do 1995 roku wystąpił 10 razy i strzelił 3 gole.
| Mecze i gole w reprezentacji | Mecze i gole w reprezentacji | Mecze i gole w reprezentacji | Mecze i gole w reprezentacji | Mecze i gole w reprezentacji | Mecze i gole w reprezentacji | Mecze i gole w reprezentacji |
| #                            | Data                         | Stadion                      | Rywal                        | Wynik                        | Gol                          | Rozgrywki                    |
| 1994                         | 1994                         | 1994                         | 1994                         | 1994                         | 1994                         | 1994                         |
| ---------------------------- | ---------------------------- | ---------------------------- | ---------------------------- | ---------------------------- | ---------------------------- | ---------------------------- |
| 1.                           | 23.02.1994                   | Stambuł, Turcja              | Turcja                       | 4:1                          | 0                            | towarzyski                   |
| 2.                           | 20.04.1994                   | Zurych, Szwajcaria           | Szwajcaria                   | 0:3                          | 0                            | towarzyski                   |
| 3.                           | 25.05.1994                   | Ostrawa, Czechy              | Litwa                        | 5:3                          | 0                            | towarzyski                   |
| 4.                           | 05.06.1994                   | Dublin, Irlandia             | Irlandia                     | 3:1                          | 0                            | towarzyski                   |
| 5.                           | 17.08.1994                   | Bordeaux, Francja            | Francja                      | 2:2                          | 1                            | towarzyski                   |
| 6.                           | 06.09.1994                   | Ostrawa, Czechy              | Malta                        | 6:1                          | 1                            | el. ME 1996                  |
| 7.                           | 12.10.1994                   | Valletta, Malta              | Malta                        | 0:0                          | 0                            | el. ME 1996                  |
| 1995                         |                              |                              |                              |                              |                              |                              |
| 8.                           | 08.03.1995                   | Brno, Czechy                 | Finlandia                    | 4:1                          | 0                            | towarzyski                   |
| 9.                           | 29.03.1995                   | Ostrawa, Czechy              | Białoruś                     | 4:2                          | 0                            | el. ME 1996                  |
| 10.                          | 08.05.1995                   | Bratysława, Słowacja         | Słowenia                     | 1:1                          | 1                            | towarzyski                   |